# Liste der politischen Parteien in Guernsey
Diese Liste bietet einen Überblick über die politischen Parteien der Kronbesitzung Bailiwick of Guernsey.
Im States of Guernsey werden die Sitze vorwiegend von Unabhängigen besetzt.

## Parteien
| Name | Name                    | Ausrichtung                             | Sitze im States of Guernsey (2025) | Gründung     | Internetseite                             | Anmerkungen |
| ---- | ----------------------- | --------------------------------------- | ---------------------------------- | ------------ | ----------------------------------------- | --- |
|      | Forward Guernsey        |                                         | 03                                 | 2025         | forwardguernsey.org                       | |
|      | Alliance Party Guernsey |                                         | 0                                  | 2020         | Twitter-Seite der Alliance Party Guernsey | erste politische Partei in Guernsey |
|      | Future Guernsey         | Politische Mitte                        | 0                                  | (2020), 2024 |                                           | bis November 2021 Guernsey Partnership of Independents, diese erste Version wurde als politische Partei registriert, später jedoch wieder abgemeldet. Future Guernsey wurde am 28. November 2024 als politische Organisation neu gegründet, sie wurde bewusst als nicht registrierte Bewegung und nicht als politische Partei strukturiert. |
|      | Guernsey Party          | Konservatismus, Wirtschaftsliberalismus | 0                                  | 2020         | www.theguernseyparty.gg                   | |